# Commonwealth Games 2018
| Medaillenspiegel               | Medaillenspiegel | Medaillenspiegel | Medaillenspiegel | Medaillenspiegel | Medaillenspiegel |
| Platz                          | Land             | G                | S                | B                | Gesamt           |
| ------------------------------ | ---------------- | ---------------- | ---------------- | ---------------- | ---------------- |
| 1                              | Australien       | 80               | 59               | 59               | 198              |
| 2                              | England          | 45               | 45               | 46               | 136              |
| 3                              | Indien           | 26               | 20               | 20               | 66               |
| 4                              | Kanada           | 15               | 40               | 27               | 82               |
| 5                              | Neuseeland       | 15               | 16               | 15               | 46               |
| 6                              | Südafrika        | 13               | 11               | 13               | 37               |
| 7                              | Wales            | 10               | 12               | 14               | 36               |
| 8                              | Schottland       | 9                | 13               | 22               | 44               |
| 9                              | Nigeria          | 9                | 9                | 6                | 24               |
| 10                             | Zypern           | 8                | 1                | 5                | 14               |
| Vollständiger Medaillenspiegel |                  |                  |                  |                  |                  |

Die 21. Commonwealth Games fanden vom 4. bis zum 15. April 2018 in der australischen Stadt Gold Coast statt. Nach 1938 in Sydney, 1962 in Perth, 1982 in Brisbane und 2006 in Melbourne waren es die fünften Commonwealth Games in Australien.

## Bewerbung
Am 11. November 2011 wurde Gold Coast als Gastgeber der Commonwealth Games 2018 bekannt gegeben. Bei der Wahl in Basseterre, St. Kitts und Nevis setzte sich Gold Coast gegen den einzigen Mitbewerber Hambantota, Sri Lanka mit 43:27 Stimmen durch.

## Sportarten
Auf dem Programm standen 18 Sportarten. Dabei wurden die Disziplinen Straßenradsport, Bahnradsport und Mountainbike unter der Sportart Radsport, die Disziplinen Schwimmen und Wasserspringen unter der Sportart Schwimmsport und die Disziplinen Gerätturnen und Rhythmische Sportgymnastik unter der Sportart Turnen zusammengefasst.
Im Vergleich zu den Commonwealth Games 2014 wurde Judo gestrichen, während Basketball wieder ins Programm aufgenommen wurde. Beachvolleyball gehörte erstmals zum Programm der Spiele. Im 7er-Rugby wurde zum ersten Mal ein Frauenturnier ausgetragen.
|  | Eröffnungsfeier |  | Qualifikation |  | Entscheidung |  | Abschlussfeier |

| April                      | 4. | 5. | 6. | 7. | 8. | 9. | 10. | 11. | 12. | 13. | 14. | 15. | Ges. |
| -------------------------- | -- | -- | -- | -- | -- | -- | --- | --- | --- | --- | --- | --- | ---- |
| Feiern                     |    |    |    |    |    |    |     |     |     |     |     |     |      |
| Badminton                  |    |    |    |    |    | 1  |     |     |     |     |     | 5   | 06   |
| Basketball                 |    |    |    |    |    |    |     |     |     |     | 1   | 1   | 02   |
| Beachvolleyball            |    |    |    |    |    |    |     |     | 2   |     |     |     | 02   |
| Bowls                      |    |    |    |    | 2  | 2  |     | 1   | 2   | 3   |     |     | 10   |
| Boxen                      |    |    |    |    |    |    |     |     |     |     | 16  |     | 16   |
| Gewichtheben               |    | 3  | 3  | 3  | 3  | 4  | 4   |     |     |     |     |     | 20   |
| Hockey                     |    |    |    |    |    |    |     |     |     |     | 2   |     | 02   |
| Leichtathletik             |    |    |    |    | 4  | 7  | 8   | 7   | 10  | 9   | 9   | 4   | 58   |
| Netball                    |    |    |    |    |    |    |     |     |     |     |     | 1   | 01   |
| Radsport                   |    | 6  | 4  | 6  | 4  |    | 2   |     | 2   |     | 2   |     | 26   |
| Rhythmische Sportgymnastik |    |    |    |    |    |    |     | 1   | 1   | 4   |     |     | 06   |
| Ringen                     |    |    |    |    |    |    |     |     | 4   | 4   | 4   |     | 12   |
| 7er-Rugby                  |    |    |    |    |    |    |     |     |     |     |     | 2   | 02   |
| Schießen                   |    |    |    |    | 3  | 3  | 3   | 3   | 1   | 3   | 3   |     | 19   |
| Schwimmen                  |    | 7  | 9  | 8  | 8  | 9  | 9   |     |     |     |     |     | 50   |
| Squash                     |    |    |    |    |    | 2  |     |     |     |     | 1   | 2   | 05   |
| Tischtennis                |    |    |    |    | 1  | 1  |     |     |     | 1   | 4   | 2   | 09   |
| Triathlon                  |    | 2  |    | 3  |    |    |     |     |     |     |     |     | 05   |
| Turnen                     |    | 1  | 1  | 2  | 5  | 5  |     |     |     |     |     |     | 14   |
| Wasserspringen             |    |    |    |    |    |    |     | 3   | 2   | 3   | 2   |     | 10   |
| April                      | 4. | 5. | 6. | 7. | 8. | 9. | 10. | 11. | 12. | 13. | 14. | 15. | Ges. |

## Teilnehmende Länder
Insgesamt nahmen Sportler aus 71 Ländern und Gebieten des Commonwealth teil.
- Anguilla
- Antigua und Barbuda
- Australien
- Bahamas
- Bangladesch
- Barbados
- Belize
- Bermuda
- Botswana
- Britische Jungferninseln
- Brunei
- Cookinseln
- Dominica
- England
- Falklandinseln
- Fidschi
- Gambia
- Ghana
- Gibraltar
- Grenada
- Guernsey
- Guyana
- Indien
- Isle of Man
- Jamaika
- Jersey
- Cayman Islands
- Kamerun
- Kanada
- Kenia
- Kiribati
- Lesotho
- Malawi
- Malaysia
- Malta
- Mauritius
- Montserrat
- Mosambik
- Namibia (Teilnehmer)
- Nauru
- Neuseeland
- Nigeria
- Niue
- Norfolkinsel
- Nordirland
- Pakistan
- Papua-Neuguinea
- Ruanda
- St. Helena, Ascension und Tristan da Cunha
- St. Kitts und Nevis
- St. Lucia
- St. Vincent und die Grenadinen
- Salomonen
- Sambia
- Samoa
- Schottland
- Seychellen
- Sierra Leone
- Singapur
- Sri Lanka
- Südafrika
- Swasiland
- Tansania
- Tonga
- Trinidad und Tobago
- Turks- und Caicosinseln
- Tuvalu
- Uganda
- Vanuatu
- Wales
- Zypern

### Nominierungen
Ende Oktober 2017 nominierte das Vereinigte Königreich 75 Leichtathleten, darunter Weitspringer Greg Rutherford, der verletzungsbedingt die Weltmeisterschaften 2017 in London verpasste, sowie die Siebenkämpferin Katarina Johnson-Thompson, die Sprinter Adam Gemili (100 m) und Dina Asher-Smith (200 m) oder Weitspringerin Shara Proctor.
Anfang Januar 2018 nominierte Kanada 46 Leichtathleten, darunter Zehnkampftitelverteidiger und Dritter der Olympischen Spiele 2016 Damian Warner, Weltmeister von 2015 im Stabhochsprung Shawnacy Barber und Sprinter Andre De Grasse, ebenfalls Dritter der Olympischen Spiele 2016.
Der jamaikanische Hürdensprinter Omar McLeod verzichtete auf eine Teilnahme, da dieser Termin zu nah an den Hallenweltmeisterschaften läge, und er befürchte, dass deshalb nicht genug Zeit zur Regeneration für seine geplanten Wettkämpfe sei. Asafa Powell musste wegen einer Oberschenkelverletzung verzichten.
Namibia gab am 27. Februar 2018 die Nominierung von 27 Athleten bekannt.
Die Australierin Sally Pearson musste ihren Start absagen, da eine alte Verletzung an der Achillessehne wieder aufbrach.

## Sportstätten
Ein großer Vorteil der Bewerbung Gold Coasts war, dass etwa 80 Prozent der Sportstätten schon vorhanden waren. Außerdem befanden sich die meisten Sportstätten in der Nähe des geplanten Athletendorfs in Parkwood. Schauplatz der Eröffnungs- und Schlussfeier war das Carrara Stadium. Die Wettbewerbe im Bahnradsport wurden im 2016 eröffneten Anna Meares Velodrome ausgetragen.

## Teilnehmer
Die australische Regierung erteilte im Zuge der Spiele 13.600 Visa für Sportler, Trainer und Begleitpersonal.

### Flüchtlinge
Etwa 250 der angereisten Personen weigerten sich nach Erkenntnissen der Behörden nach dem Ende der Spiele Australien wieder zu verlassen. Etwa 190 von ihnen stellten bis 20. Mai 2018 Asylanträge. Die meisten von ihnen stammten nach Presseangaben aus afrikanischen Staaten, darunter Sierra Leone, Ruanda, Uganda und Kamerun.